# Garcinia minutiflora
Garcinia minutiflora är en tvåhjärtbladig växtart som beskrevs av Henry Nicholas Ridley. Garcinia minutiflora ingår i släktet Garcinia och familjen Clusiaceae. Inga underarter finns listade i Catalogue of Life.